# Circondario di Parenzo
Il circondario di Parenzo era uno dei circondari in cui era suddivisa la provincia dell'Istria.

## Storia
Il circondario venne istituito nel 1923 in seguito alla riorganizzazione amministrativa dei territori annessi al Regno d'Italia dopo la prima guerra mondiale; si estendeva sul territorio degli ex distretti giudiziari di Parenzo, Buie d'Istria e Montona.
Il circondario di Parenzo venne soppresso nel 1927 come tutti i circondari italiani.

## Geografia antropica

### Suddivisioni amministrative
All'atto dell'istituzione il circondario era così composto:
- mandamento di Parenzo
  - comuni di Orsera; Parenzo
- mandamento di Buie
  - comuni di Buie d'Istria; Cittanova d'Istria; Grisignana; Umago; Verteneglio
- mandamento di Montona
  - comuni di Montona; Portole; Visignano; Visinada